# Бошуля
Бошу́ля (болг. Бошуля) — село в Пазарджицькій області Болгарії. Входить до складу общини Септемврі.

## Населення
За даними перепису населення 2011 року у селі проживали 816 осіб.
Національний склад населення села:
| Національність   | Кількість осіб | Відсоток |
| ---------------- | -------------- | -------- |
| болгари          | 791            | 98,9%    |
| цигани           | 8              | 1,0%     |
| турки            | 0              | 0%       |
| Всього відповіли | 800            |          |

Розподіл населення за віком у 2011 році:
Динаміка населення: